# هاري بي. تشيس
هاري بي. تشيس هو سياسي كندي، ولد في 22 نوفمبر 1947 في ساسكاتون في كندا. حزبياً، نشط في الحزب الليبيرالي الألبرتي. وقد انتخب عضو الجمعية التشريعية ألبرتا.